# Polityka imigracyjna
Polityka imigracyjna – jej celem jest regulowanie uzupełniania własnych zasobów ludzkich przez ich import z zagranicy.
Prowadziły ją i nadal prowadzą niektóre kraje gospodarczo rozwinięte. Ostatnio nadają one jej formy selektywne – tzn. ułatwia się przyjmowanie imigrantów o określonych kwalifikacjach, czasem nawet tworząc zachęty dla dopływu brakujących w kraju fachowców, przy równoczesnym blokowaniu dostępu dla pozostałych. Specyficzną formą tej polityki jest tzw. drenaż mózgów – czyli przyciąganie z zagranicy szczególnie cennych specjalistów, pozwalający na pozyskiwanie ich doświadczenia bez konieczności ponoszenia nakładów na ich kształcenie.